# Ruskträskbäcken
Ruskträskbäcken är ett 2 kilometer långt vattendrag som rinner från sjön Ruskträsket ner till Vindelälven i Lycksele kommun, Lappland. Ruskträskbäcken erbjuder fina fiskemöjligheter för såväl mete som kastspö och flugfiske. I bäcken kan man fiska gädda, abborre, harr, insjööring, bäcköring("stenbit"),och även mört om man så önskar. 
Bäcken fungerade under stora delar av 1900-talet som en viktig flottningsled och det fanns tidvis även både såg och vattenkraftverk. Det senare lades ner på 1960-talet och försåg innan dess byarna Vormträsk, Ruskträsk och Rusksele med elektricitet.